# Helophorus aequalis
Helophorus aequalis es una especie de escarabajo del género Helophorus, familia Hydrophilidae. Fue descrita científicamente por Thomson en 1868.
Habita en Austria, Bélgica, Gran Bretaña, Bulgaria, Finlandia, Francia continental, Alemania, Hungría, península italiana, Noruega, Polonia, España, 
Suecia, Países Bajos y Yugoslavia.